# Lassay-les-Châteaux
Lassay-les-Châteaux és un municipi francès situat al departament de Mayenne i a la regió de País del Loira. L'any 2007 tenia 2.439 habitants.

## Demografia

### Població
El 2007 la població de fet de Lassay-les-Châteaux era de 2.439 persones. Hi havia 972 famílies de les quals 328 eren unipersonals (132 homes vivint sols i 196 dones vivint soles), 320 parelles sense fills, 264 parelles amb fills i 60 famílies monoparentals amb fills.
La població ha evolucionat segons el següent gràfic:
Habitants censats

### Habitatges
El 2007 hi havia 1.305 habitatges, 1.003 eren l'habitatge principal de la família, 167 eren segones residències i 135 estaven desocupats. 1.218 eren cases i 77 eren apartaments. Dels 1.003 habitatges principals, 683 estaven ocupats pels seus propietaris, 299 estaven llogats i ocupats pels llogaters i 21 estaven cedits a títol gratuït; 5 tenien una cambra, 79 en tenien dues, 182 en tenien tres, 288 en tenien quatre i 449 en tenien cinc o més. 750 habitatges disposaven pel capbaix d'una plaça de pàrquing. A 456 habitatges hi havia un automòbil i a 398 n'hi havia dos o més.

### Piràmide de població
La piràmide de població per edats i sexe el 2009 era:
| Homes | Edats   | Dones |
| ----- | ------- | ----- |
| 0     | 95 o +  | 24    |
| 8     | 90 a 94 | 51    |
| 46    | 85 a 89 | 51    |
| 18    | 80 a 84 | 42    |
| 73    | 75 a 79 | 102   |
| 100   | 70 a 74 | 107   |
| 72    | 65 a 69 | 76    |
| 54    | 60 a 64 | 67    |
| 53    | 55 a 59 | 45    |
| 63    | 50 a 54 | 64    |
| 62    | 45 a 49 | 42    |
| 81    | 40 a 44 | 75    |
| 65    | 35 a 39 | 68    |
| 94    | 30 a 34 | 90    |
| 68    | 25 a 29 | 56    |
| 59    | 20 a 24 | 54    |
| 60    | 15 a 19 | 51    |
| 79    | 10 a 14 | 91    |
| 57    | 5 a 9   | 76    |
| 60    | 0 a 4   | 60    |

## Economia
El 2007 la població en edat de treballar era de 1.299 persones, 997 eren actives i 302 eren inactives. De les 997 persones actives 929 estaven ocupades (504 homes i 425 dones) i 68 estaven aturades (26 homes i 42 dones). De les 302 persones inactives 147 estaven jubilades, 86 estaven estudiant i 69 estaven classificades com a «altres inactius».

### Ingressos
El 2009 a Lassay-les-Châteaux hi havia 999 unitats fiscals que integraven 2.278,5 persones, la mediana anual d'ingressos fiscals per persona era de 16.415 €.

### Activitats econòmiques
Dels 133 establiments que hi havia el 2007, 4 eren d'empreses extractives, 5 d'empreses alimentàries, 1 d'una empresa de fabricació de material elèctric, 1 d'una empresa de fabricació d'elements pel transport, 6 d'empreses de fabricació d'altres productes industrials, 21 d'empreses de construcció, 22 d'empreses de comerç i reparació d'automòbils, 5 d'empreses de transport, 10 d'empreses d'hostatgeria i restauració, 1 d'una empresa d'informació i comunicació, 9 d'empreses financeres, 6 d'empreses immobiliàries, 16 d'empreses de serveis, 18 d'entitats de l'administració pública i 8 d'empreses classificades com a «altres activitats de serveis».
Dels 48 establiments de servei als particulars que hi havia el 2009, 1 era una oficina d'administració d'Hisenda pública, 1 gendarmeria, 1 oficina de correu, 3 oficines bancàries, 1 funerària, 3 tallers de reparació d'automòbils i de material agrícola, 1 taller d'inspecció tècnica de vehicles, 1 autoescola, 5 paletes, 3 guixaires pintors, 6 fusteries, 5 lampisteries, 1 empresa de construcció, 4 perruqueries, 1 veterinari, 1 agència de treball temporal, 4 restaurants, 4 agències immobiliàries, 1 tintoreria i 1 saló de bellesa.
Dels 11 establiments comercials que hi havia el 2009, 1 era un supermercat, 1 una gran superfície de material de bricolatge, 1 una botiga de més de 120 m², 2 fleques, 2 carnisseries, 1 una llibreria, 1 una botiga d'equipament de la llar, 1 una sabateria i 1 una floristeria.
L'any 2000 a Lassay-les-Châteaux hi havia 134 explotacions agrícoles que ocupaven un total de 4.425 hectàrees.

## Equipaments sanitaris i escolars
El 2009 hi havia 2 farmàcies i 1 ambulància.
El 2009 hi havia 1 escola maternal i 2 escoles elementals. Lassay-les-Châteaux disposava d'un col·legi d'educació secundària amb 267 alumnes.

## Poblacions més properes
El següent diagrama mostra les poblacions més properes.